# 우샤브티

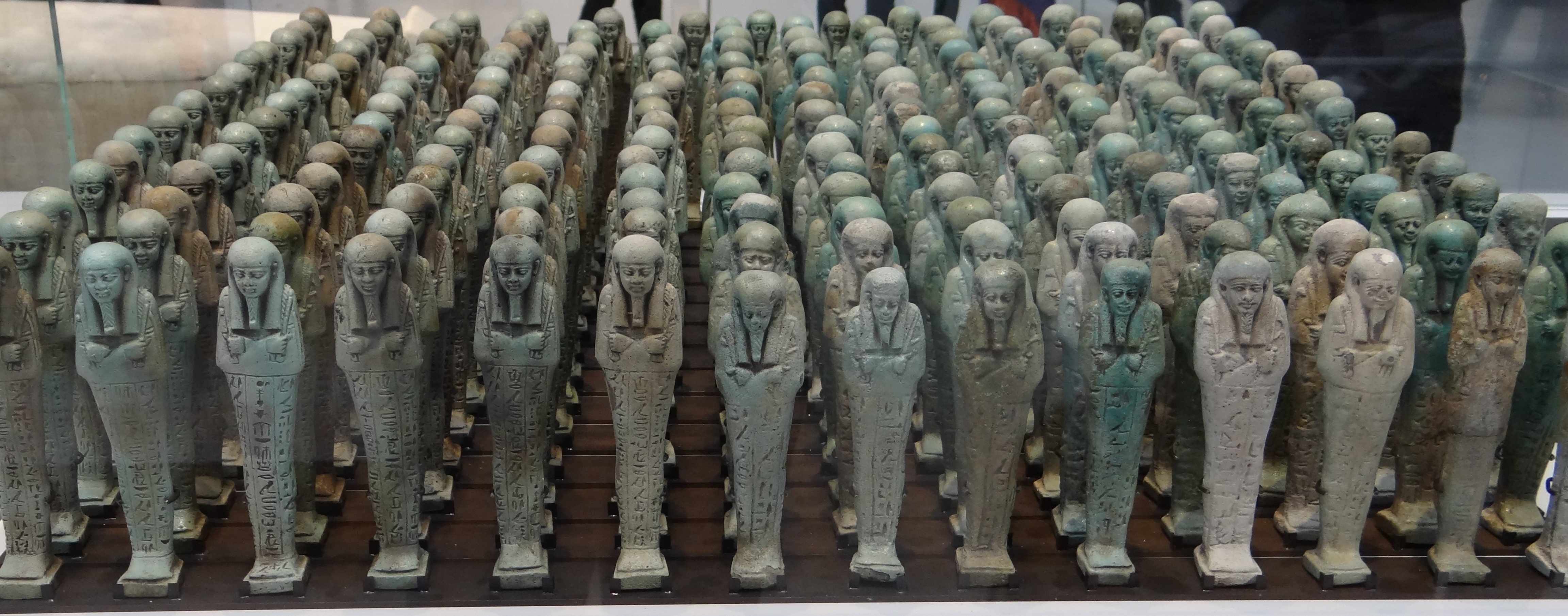
기원전 500년

우샤브티(ushabti), 샤브티(shabti, shawabti)는 미라형(形)의 소상(小像)으로, 가슴에 모은 양손에 괭이를 잡고 등에 바구니를 지고 동부(胴部)에 <사자(死者)의 서(書)> 제6장의 일부가 쓰여진 조각이다. 이집트의 종교에는 죽은 사람은 오시리스신(神)이 지배하는 저 세상에서 농사를 짓지 않으면 안 되고 우샤브티는 그날그날의 노동을 사자를 대신해 하는 것으로 미라와 같이 부장(副葬)되었다. 파이안스·돌·나무·흙·구리 등으로 만들었고 정교하여 예술적인 것도 많다. 고대 이집트의 유품 가운데서 가장 일반적인 것의 하나이다.

## 같이 보기
- 토우 (고고학)
- 시키가미
- 병마용
- 토템